# Eloeophila aldrichi aldrichi
Eloeophila aldrichi aldrichi is een ondersoort van de tweevleugelige Eloeophila aldrichi uit de familie steltmuggen (Limoniidae). De soort komt voor in het Nearctisch gebied.